# Киевская православная богословская академия
Киевская православная богословская академия (укр. Київська православна богословська академія; в 1993—2006 годы — Киевская духовная академия и семинария, в 1992—1993 годы — Киевская духовная семинария) — ведущее учреждение высшего духовного образования Православной церкви Украины (ранее — УПЦ Киевского Патриархата). На основании лицензии и сертификата об аккредитации Министерства образования и науки Украины осуществляет подготовку специалистов по специальности 041 Богословия по первому (бакалаврскому) и второму (магистерским) уровнями высшего образования, а также третьему (образовательно-научным) и научным уровнями в аспирантуре и докторантуре, которые могут быть священнослужителями, сотрудниками синодальных и епархиальных управлений, миссий, регентами церковных хоров, преподавателями средних, профессионально-технических и высших учебных заведений, сотрудниками научных учреждений.
Фонд библиотеки Академии, помимо основной коллекции, насчитывает более 22 тысяч единиц. Происходит постоянное пополнение библиотеки. Библиотека имеет отдел раритетных изданий. Особое место занимают коллекции, подаренные учеными, меценатами и обычными прихожанами монастыря.

## История
В начале мая 1992 года в Киевской духовной семинарии произошло разделение среди семинаристов и преподавателей, вызванное разным отношением к действиям митрополита Киевского и Галицкого Филарета (Денисенко), пошедшего на разрыв с Русской православной церковью; при этом сторонники митрополита Филарета оказались в меньшинстве. После Харьковского собора 27 мая 1992 года ректор семинарии архимандрит Даниил (Чокалюк), назначенный на эту должность 7 августа 1991 года, объявил о поддержке митрополита Владимира (Сабодана) лишь для того, чтобы беспрепятственно завладеть архивом семинарии, который был тайно перевезен Даниилом в резиденцию Филарета. На учредительном соборе УПЦ КП 26 июня 1992 года архимандрит Даниил (Чокалюк) открыто примкнул к Филарету (Денисенко). Вместе с архимандритом Даниилом в УПЦ КП перешли 2 преподавателя семинарии в священном сане и около 10 семинаристов. Из них была образована Киевская духовная семинария УПЦ КП, которая объединилась с существовавшей при трапезном корпусе Златоверхого Михайловского монастыря Киевской семинарией УАПЦ, открытой в 1991 году и перерегистрировавшей в 1992 году свой устав в юрисдикции УПЦ КП.
Ректором семинарии стал архимандрит Даниил (Чокалюк). Создававшееся с нуля учебное заведение разместилась в стилобате под Андреевской церковью в Киеве и остатках помещений бывшего Михайловского Златоверхого монастыря. Её первыми учащимися стали именно те студенты, которые вслед за ректором покинули стены Лавры. После этого появились две параллельные Киевские духовные семинарии — одна продолжала действовать в Лавре, где исполняющим обязанности ректора был назначен протоиерей Александр Кубелиус; вторая — семинария УПЦ Киевского Патриархата действовала в стилобате Андреевской церкви. По словам Филарета (Денисенко), обучение в Андреевской церкви стало продолжением предыдущего — лаврского. Обе семинарии возводили свою историю к Киево-Братской школе, основанной в 1615 году.
Было набрано три класса богословской школы, а в 1993 году открылась Киевская духовная академия УПЦ КП. С открытием духовной академии 19 октября 1993 года на базе Киевской духовной академии, архимандрит Даниил (Чокалюк) назначается её ректором и председателем учебного комитета УПЦ Киевского Патриархата. В трудных экономических условиях Даннил (Чокалюк) наладил тесные отношения и плодотворно сотрудничал с украинской диаспорой в США. Так, при Украинском православном братстве святого Апостола Андрея Первозванного по его просьбе была создана стипендиальная комиссия, через которую перечислялись дополнительно средства на содержание воспитанников и функционирование духовной школы.
В 1999 году учебный процесс начал проходить в возрождённом Михайловском Златоверхом монастыре. В наследство возрождённой Киевской академии переходит вся территория разрушенного Михайловского монастыря — почти все здания, что уцелели (кроме корпусов бывшего монастырской гостиницы), в том числе и Варваринский корпус, в котором ранее находилась Академия педагогических наук и много других учреждений. Киевская духовная школа за счёт Киевской Патриархии под непосредственным руководством Филарета (Денисенко) возрождала Варваринские кельи, которые и стали учебным корпусом Академии. Много труда вложили и сами преподаватели и студенты с воспитанниками для восстановления и реконструкции здания. Чин освящения нового учебного корпуса состоялся 15 декабря 1999 года после Божественной литургии в трапезном храме апостола и евангелиста Иоанна Богослова и крестного хода к стенам обновлённого здания. Его возглавил предстоятель УПЦ КП Филарет (Денисенко) в сослужении иерархов УПЦ КП. После ввода дома в эксплуатацию духовная академия получила солидную материальную и учебную базы, просторные аудитории, помещения для библиотеки.
В 2003 году было начато издание журнала Труды Киевской Духовной Академии. 18 апреля 2003 году был подписан договор о совместной научной и образовательной деятельности с Черновицким национальным университетом имени Юрия Федьковича, благодаря чему был упорядочен учебный и воспитательный процесс на богословском отделении КПБА при философско-теологическом факультете университета. В 2005 года при Академии была открыта аспирантура. В 2006 году ученое заведение получило новое название — Киевская православная богословская академия. Согласно новому уставу после четвёртого года обучения студенты должны защитить бакалаврскую работу, а после пятого — магистерскую.
27 июля 2010 года решением Священного Синода УПЦ Киевского Патриархата был назначен митрополит Переяслав-Хмельницкий и Белоцерковский Епифаний (Думенко). С начала возрождения Киевской академии духовная школа была одним из первых в Киеве центров церковной, культурной, богословско-научной жизни столицы. В Академии регулярно проходили научные конференции, круглые столы, симпозиумы, лекции, диспуты. Традиционной (с 2011) стала Международная научная конференция «Православие в Украине», участие в которой принимали более 100 участников, среди них более 20 докторов наук и профессоров, архипастыри УПЦ Киевского Патриархата, ученые из Белоруссии, Канады, Польши, России, Франции. С 2011—2012 учебного года было решено академический научный сборник «Труды Киевской Духовной Академии» выпускать два раза в год — к актовому дню КПБА (9 октября) и выпуску (середина июня). В 2012 году в КПБА была открыта докторантура. В 2014 году увидел свет первый номер журнала КПБА под названием «Спудей», где свои наработки и статьи, посвящённые актуальным вопросам настоящего публиковали, прежде всего студенты и аспиранты, принадлежащие к научному студенческому обществу имени митрополита Даниила (Чокалюка). Кроме этого, академическое научное сообщество постоянно печатало свои исследования в официальных изданиях ПЦУ — журнале «Православный вестник» и газете «Голос Православия», принимало непосредственное участие в переводе и подготовке к печати изданий серии «Творения святых отцов и учителей Церкви в переводе на современный украинский язык» (напечатано более 50 томов). Произошло лицензирования учебного заведения, согласно закону «О высшем образовании» для вхождения в правовую образовательную систему Украины наравне с другими вузами и прохождения процедуры аккредитации образовательной программы и получения возможности выдавать дипломы государственного образца. КПБА первой совершила реформу своей образовательной системы, упорядочила учебные программы и прошла процедуру лицензирования.
В период Евромайдана в академическом храме апостола и евангелиста Иоанна Богослова была оборудована операционная, где начиная с вечера 18 февраля 2014 года работали медицинские работники. Во всех организационных вопросах — дежурствах в храме и всех корпусах, регулировании движения авто на территории обители, транспортировке раненых и убитых пр — принимали активное участие преподаватели и студенты КПБА.
5 февраля 2019 года Синод ПЦУ на первом своём заседании назначил ректором КПБА протоиерея Александра Трофимлюка вместо митрополита Епифания (Думенко), который стал предстоятелем ПЦУ.

## Ректоры
- Даниил (Чокалюк) (1992—2000)
- Димитрий (Рудюк) (2000—2010)
- Епифаний (Думенко) (2010—2018)
- Александр Трофимлюк[укр.] (с 5 февраля 2019)